# Maria-Chapdelaine
Maria-Chapdelaine ist eine regionale Grafschaftsgemeinde (französisch municipalité régionale de comté, MRC) in der kanadischen Provinz Québec.
Sie liegt in der Verwaltungsregion Saguenay–Lac-Saint-Jean und besteht aus 14 untergeordneten Verwaltungseinheiten (zwei Städte, acht Gemeinden, ein Dorf, ein Sprengel und zwei gemeindefreie Gebiete). Die MRC wurde am 1. Januar 1983 gegründet. Der Hauptort ist Dolbeau-Mistassini. Die Einwohnerzahl beträgt 24.793 (Stand: 2016) und die Fläche 36.768,21 km², was einer Bevölkerungsdichte von 0,7 Einwohnern je km² entspricht.

## Gliederung
Stadt (ville)
- Dolbeau-Mistassini
- Normandin

Gemeinde (municipalité)
- Albanel
- Girardville
- Notre-Dame de-Lorette
- Péribonka
- Saint-Edmond-les-Plaines
- Saint-Eugène-d’Argentenay
- Saint-Stanislas
- Saint-Thomas-Didyme

Dorf (municipalité de village)
- Sainte-Jeanne-d’Arc

Sprengel (municipalité de paroisse)
- Saint-Augustin

Gemeindefreies Gebiet (territoire non-organisé)
- Chute-des-Passes
- Rivière-Mistassini

## Angrenzende MRC und vergleichbare Gebiete
- Jamésie
- Le Fjord-du-Saguenay
- Lac-Saint-Jean-Est
- Le Domaine-du-Roy